# Christoph Gudermann
Christoph Gudermann (n. 25 martie 1798 la Vienenburg - d. 25 septembrie 1852 la Münster) a fost un matematician german.
Este cunoscut pentru funcția care îi poartă numele (funcția lui Gudermann) și pentru introducerea conceptului de convergență uniformă.
Era profesor la Universitatea din Münster, unde l-avu ca student pe viitorul mare matematician Karl Weierstrass.
Între 1838 și 1851 efectua cercetări în legătură cu fundamentarea funcțiilor eliptice după principiul lui Jacobi și a concepțiilor lui Gauss din teoria numerelor.

## Scrieri
- 1830: Analytische Sphaerik (Köln);
- 1835: Niedere Sphaerik.